# Порівняння офіцерських чинів армій Європи
Порівняльна таблиця військових рангів усіх армій та сухопутних військ Європейських держав.

## Офіцери (OF 1–10)
| Австрія (Ред.)                   | Без відповідника                                      | Без відповідника                                      | Без відповідника                 | Без відповідника                 |                                                   |                                                   |                                               |                                          |                                          |                                          |                               |                               |                                       |                         |                                           |                       |                       |                                  |                                   |                                            |                                            |                                            |                                | Без відповідника                                            | Без відповідника                                            | Без відповідника                                            |                  |                  |                  |                  |
| Австрія (Ред.)                   | Без відповідника                                      | Без відповідника                                      | Без відповідника                 | Без відповідника                 | General                                           | General                                           | Generalleutnant                               | Generalmajor                             | Brigadier                                | Brigadier                                | Oberst                        | Oberst                        | Oberstleutnant                        | Major                   | Major                                     | Hauptmann             | Hauptmann             | Oberrleutnant                    | Leutnant                          | Leutnant                                   | Faehnrich                                  | Faehnrich                                  | Faehnrich                      | Без відповідника                                            | Без відповідника                                            | Без відповідника                                            |                  |                  |                  |                  |
| Албанія (Ред.)                   | Без відповідника                                      | Без відповідника                                      | Без відповідника                 | Без відповідника                 |                                                   |                                                   |                                               |                                          |                                          |                                          |                               |                               |                                       |                         |                                           |                       |                       |                                  |                                   |                                            | Без відповідника                           | Без відповідника                           | Без відповідника               | Без відповідника                                            | Без відповідника                                            | Без відповідника                                            |                  |                  |                  |                  |
| Албанія (Ред.)                   | Без відповідника                                      | Без відповідника                                      | Без відповідника                 | Без відповідника                 | Gjeneral                                          | Gjeneral                                          | Gjeneral Lejtant                              | Gjeneral Major                           | Gjeneral Brigade                         | Gjeneral Brigade                         | Kolonel                       | Kolonel                       | Nënkolonel                            | Major                   | Major                                     | Kapiten               | Kapiten               | Toger                            | Nëntoger                          | Nëntoger                                   | Без відповідника                           | Без відповідника                           | Без відповідника               | Без відповідника                                            | Без відповідника                                            | Без відповідника                                            |                  |                  |                  |                  |
| Бельгія (Ред.)                   | Без відповідника                                      | Без відповідника                                      | Без відповідника                 | Без відповідника                 |                                                   |                                                   |                                               |                                          |                                          |                                          |                               |                               |                                       |                         |                                           |                       |                       |                                  |                                   |                                            | Без відповідника                           | Без відповідника                           | Без відповідника               | Без відповідника                                            | Без відповідника                                            | Без відповідника                                            |                  |                  |                  |                  |
| Бельгія (Ред.)                   | Без відповідника                                      | Без відповідника                                      | Без відповідника                 | Без відповідника                 | GénéralGeneraal                                   | GénéralGeneraal                                   | Lieutenant généralLuitenant- generaal         | Général- majorGeneraal- majoor           | Général de BrigadeBrigadegeneraal        | Général de BrigadeBrigadegeneraal        | ColonelKolonel                | ColonelKolonel                | Lieutenant- colonelLuitenant- kolonel | MajorMajoor             | Capitaine- commandantKapitein- commandant | CapitaineKapitein     | CapitaineKapitein     | LieutenantLuitenant              | Sous- lieutenantOnderluitenant    | Sous- lieutenantOnderluitenant             | Без відповідника                           | Без відповідника                           | Без відповідника               | Без відповідника                                            | Без відповідника                                            | Без відповідника                                            |                  |                  |                  |                  |
| Болгарія (Ред.)                  | Без відповідника                                      | Без відповідника                                      | Без відповідника                 | Без відповідника                 |                                                   |                                                   |                                               |                                          |                                          |                                          |                               |                               |                                       |                         |                                           |                       |                       |                                  |                                   |                                            |                                            |                                            |                                | Без відповідника                                            | Без відповідника                                            | Без відповідника                                            |                  |                  |                  |                  |
| Болгарія (Ред.)                  | Без відповідника                                      | Без відповідника                                      | Без відповідника                 | Без відповідника                 | Генерал                                           | Генерал                                           | Генерал- лейтенант                            | Генерал- майор                           | Бригаден генерал                         | Бригаден генерал                         | Полковник                     | Полковник                     | Подполковник                          | Майор                   | Майор                                     | Капитан               | Капитан               | Старши лейтенант                 | Лейтенант                         | Лейтенант                                  | Офицерски кандидат                         | Офицерски кандидат                         | Офицерски кандидат             | Без відповідника                                            | Без відповідника                                            | Без відповідника                                            |                  |                  |                  |                  |
| Ватикан (Ред.)                   | Без відповідника                                      | Без відповідника                                      | Без відповідника                 | Без відповідника                 | Без відповідника                                  | Без відповідника                                  | Без відповідника                              | Без відповідника                         | Без відповідника                         | Без відповідника                         |                               |                               |                                       |                         |                                           |                       |                       | Без відповідника                 | Без відповідника                  | Без відповідника                           | Без відповідника                           | Без відповідника                           | Без відповідника               | Без відповідника                                            | Без відповідника                                            | Без відповідника                                            |                  |                  |                  |                  |
| Ватикан (Ред.)                   | Без відповідника                                      | Без відповідника                                      | Без відповідника                 | Без відповідника                 | Без відповідника                                  | Без відповідника                                  | Без відповідника                              | Без відповідника                         | Без відповідника                         | Без відповідника                         | Oberst                        | Oberst                        | Oberstleutnant                        | Major                   | Major                                     | Hauptmann             | Hauptmann             | Без відповідника                 | Без відповідника                  | Без відповідника                           | Без відповідника                           | Без відповідника                           | Без відповідника               | Без відповідника                                            | Без відповідника                                            | Без відповідника                                            |                  |                  |                  |                  |
| Код НАТО                         | OF-10                                                 | OF-10                                                 | OF-10                            | OF-10                            | OF-9                                              | OF-9                                              | OF-8                                          | OF-7                                     | OF-6                                     | OF-6                                     | OF-5                          | OF-5                          | OF-4                                  | OF-3                    | OF-3                                      | OF-2                  | OF-2                  | OF-1                             | OF-1                              | OF-1                                       | OF(D)                                      | OF(D)                                      | OF(D)                          | Student Officer                                             | Student Officer                                             | Student Officer                                             |                  |                  |                  |                  |
| Велика Британія (Ред.)           |                                                       |                                                       |                                  |                                  |                                                   |                                                   |                                               |                                          |                                          |                                          |                               |                               |                                       |                         |                                           |                       |                       |                                  |                                   |                                            |                                            |                                            |                                | Без відповідника                                            | Без відповідника                                            | Без відповідника                                            |                  |                  |                  |                  |
| Велика Британія (Ред.)           | Field Marshal1Фельдмаршал                             | Field Marshal1Фельдмаршал                             | Field Marshal1Фельдмаршал        | Field Marshal1Фельдмаршал        | GeneralГенерал                                    | GeneralГенерал                                    | Lieutenant-GeneralГенерал-лейтенант           | Major-GeneralГенерал-майор               | BrigadierБригадир                        | BrigadierБригадир                        | ColonelПолковник              | ColonelПолковник              | Lieutenant-ColonelПідполковник        | MajorМайор              | MajorМайор                                | CaptainКапітан        | CaptainКапітан        | LieutenantЛейтенант              | Second LieutenantДругий лейтенант | Second LieutenantДругий лейтенант          | Officer CadetКадет                         | Officer CadetКадет                         | Officer CadetКадет             | Без відповідника                                            | Без відповідника                                            | Без відповідника                                            |                  |                  |                  |                  |
| Греція (Ред.)                    | Без відповідника                                      | Без відповідника                                      | Без відповідника                 | Без відповідника                 |                                                   |                                                   |                                               |                                          |                                          |                                          |                               |                               |                                       |                         |                                           |                       |                       |                                  |                                   |                                            | Без відповідника                           | Без відповідника                           | Без відповідника               | Без відповідника                                            | Без відповідника                                            | Без відповідника                                            |                  |                  |                  |                  |
| Греція (Ред.)                    | Без відповідника                                      | Без відповідника                                      | Без відповідника                 | Без відповідника                 | ΣτρατηγόςStratigos                                | ΣτρατηγόςStratigos                                | ΑντιστράτηγοςAntistratigos                    | ΥποστράτηγοςYpostratigos                 | ΤαξίαρχοςTaxiarchos                      | ΤαξίαρχοςTaxiarchos                      | ΣυνταγματάρχηςSyntagmatarchis | ΣυνταγματάρχηςSyntagmatarchis | ΑντισυνταγματάρχηςAntisyntagmatarchis | ΤαγματάρχηςTagmatarchis | ΤαγματάρχηςTagmatarchis                   | ΛοχαγόςLochagos       | ΛοχαγόςLochagos       | ΥπολοχαγόςYpolochagos            | ΑνθυπολοχαγόςAnthypolochagos      | ΑνθυπολοχαγόςAnthypolochagos               | Без відповідника                           | Без відповідника                           | Без відповідника               | Без відповідника                                            | Без відповідника                                            | Без відповідника                                            |                  |                  |                  |                  |
| Данія (Ред.)                     | Без відповідника                                      | Без відповідника                                      | Без відповідника                 | Без відповідника                 |                                                   |                                                   |                                               |                                          |                                          |                                          |                               |                               |                                       |                         |                                           |                       |                       |                                  |                                   |                                            |                                            |                                            |                                |                                                             |                                                             |                                                             |                  |                  |                  |                  |
| Данія (Ред.)                     | Без відповідника                                      | Без відповідника                                      | Без відповідника                 | Без відповідника                 | General                                           | General                                           | Generalløjtnant                               | Generalmajor                             | Brigadegeneral                           | Brigadegeneral                           | Oberst                        | Oberst                        | Oberstløjtnant                        | Major                   | Major                                     | Kaptajn               | Kaptajn               | Premierløjtnant                  | Løjtnant                          | Løjtnant                                   | Sekondløjtnant                             | Sekondløjtnant                             | Sekondløjtnant                 | Værnepligtig Sergent                                        | Værnepligtig Sergent                                        | Værnepligtig Sergent                                        |                  |                  |                  |                  |
| Естонія (Ред.)                   | Без відповідника                                      | Без відповідника                                      | Без відповідника                 | Без відповідника                 |                                                   |                                                   |                                               |                                          |                                          |                                          |                               |                               |                                       |                         |                                           |                       |                       |                                  |                                   |                                            | Без відповідника                           | Без відповідника                           | Без відповідника               | Без відповідника                                            | Без відповідника                                            | Без відповідника                                            |                  |                  |                  |                  |
| Естонія (Ред.)                   | Без відповідника                                      | Без відповідника                                      | Без відповідника                 | Без відповідника                 | Kindral                                           | Kindral                                           | Kindralleitnant                               | Kindralmajor                             | Brigaadikindral                          | Brigaadikindral                          | Kolonel                       | Kolonel                       | Kolonelleitnant                       | Major                   | Major                                     | Kapten                | Kapten                | Leitnant                         | Nooremleitnant                    | Lipnik                                     | Без відповідника                           | Без відповідника                           | Без відповідника               | Без відповідника                                            | Без відповідника                                            | Без відповідника                                            |                  |                  |                  |                  |
| Ісландія (Ред.)                  | Без відповідника                                      | Без відповідника                                      | Без відповідника                 | Без відповідника                 | Без відповідника                                  | Без відповідника                                  | Без відповідника                              | Без відповідника                         | Без відповідника                         | Без відповідника                         |                               |                               |                                       |                         |                                           |                       |                       |                                  |                                   |                                            |                                            |                                            |                                |                                                             | Без відповідника                                            | Без відповідника                                            | Без відповідника | Без відповідника | Без відповідника | Без відповідника |
| Ісландія (Ред.)                  | Без відповідника                                      | Без відповідника                                      | Без відповідника                 | Без відповідника                 | Без відповідника                                  | Без відповідника                                  | Без відповідника                              | Без відповідника                         | Без відповідника                         | Без відповідника                         | Ofursti                       | Ofursti                       | Undirofursti                          | Undirofursti            | Majór                                     | Majór                 | Höfuðsmaður           | Höfuðsmaður                      | Liðsforingi                       | Liðsforingi                                | Liðsforingi                                | Undirliðsforingi                           | Undirliðsforingi               | Undirliðsforingi                                            | Без відповідника                                            | Без відповідника                                            | Без відповідника | Без відповідника | Без відповідника | Без відповідника |
| Код НАТО                         | OF-10                                                 | OF-10                                                 | OF-10                            | OF-10                            | OF-9                                              | OF-9                                              | OF-8                                          | OF-7                                     | OF-6                                     | OF-6                                     | OF-5                          | OF-5                          | OF-4                                  | OF-3                    | OF-3                                      | OF-2                  | OF-2                  | OF-1                             | OF-1                              | OF-1                                       | OF(D)                                      | OF(D)                                      | OF(D)                          | Student Officer                                             | Student Officer                                             | Student Officer                                             |                  |                  |                  |                  |
| Іспанія (Ред.)                   |                                                       |                                                       |                                  |                                  |                                                   |                                                   |                                               |                                          |                                          |                                          |                               |                               |                                       |                         |                                           |                       |                       |                                  |                                   |                                            |                                            |                                            |                                |                                                             |                                                             |                                                             |                  |                  |                  |                  |
| Capitán general1Генерал- капітан | Capitán general1Генерал- капітан                      | Capitán general1Генерал- капітан                      | Capitán general1Генерал- капітан | General de EjércitoГенерал армії | General de EjércitoГенерал армії                  | Teniente generalГенерал- лейтенант                | General de divisiónДивізійний генерал         | General de brigadaБригадний генерал      | General de brigadaБригадний генерал      | CoronelПолковник                         | CoronelПолковник              | Teniente coronelПідполковник  | ComandanteКомендант                   | ComandanteКомендант     | CapitánКапітан                            | CapitánКапітан        | TenienteЛейтенант     | AlférezЕнсін                     | AlférezЕнсін                      | Caballero Alférez CadeteДжентльмен курсант | Caballero Alférez CadeteДжентльмен курсант | Caballero Alférez CadeteДжентльмен курсант | Alumno repetidor               | Alumno 2º                                                   | Alumno 1º                                                   |                                                             |                  |                  |                  |                  |
| Італія (Ред.)                    |                                                       |                                                       |                                  |                                  |                                                   |                                                   |                                               |                                          |                                          |                                          |                               |                               |                                       |                         |                                           |                       |                       |                                  |                                   |                                            | Без відповідника                           | Без відповідника                           | Без відповідника               |                                                             |                                                             |                                                             |                  |                  |                  |                  |
| Італія (Ред.)                    | generale                                              | generale                                              | generale                         | generale                         | generale di corpo d'armata con incarichi speciali | generale di corpo d'armata con incarichi speciali | generale di corpo d'armata (tenente generale) | generale di divisione (maggior generale) | generale di brigata (brigadier generale) | generale di brigata (brigadier generale) | colonnello                    | colonnello                    | tenente colonnello                    | maggiore                | maggiore                                  | primo capitano        | capitano              | tenente                          | sottotenente                      | sottotenente                               | Без відповідника                           | Без відповідника                           | Без відповідника               | allievo ufficiale                                           | allievo ufficiale                                           | allievo ufficiale                                           |                  |                  |                  |                  |
| Латвія (Ред.)                    | Без відповідника                                      | Без відповідника                                      | Без відповідника                 | Без відповідника                 | Без відповідника                                  | Без відповідника                                  |                                               |                                          |                                          |                                          |                               |                               |                                       |                         |                                           |                       |                       |                                  |                                   |                                            | Без відповідника                           | Без відповідника                           | Без відповідника               | Без відповідника                                            | Без відповідника                                            | Без відповідника                                            |                  |                  |                  |                  |
| Латвія (Ред.)                    | Без відповідника                                      | Без відповідника                                      | Без відповідника                 | Без відповідника                 | Без відповідника                                  | Без відповідника                                  | Ģenerālleitnants                              | Ģenerālmajors                            | Brigādes Ģenerālis                       | Brigādes Ģenerālis                       | Pulkvedis                     | Pulkvedis                     | Pulkvežleitnants                      | Majors                  | Majors                                    | Kapteinis             | Kapteinis             | Virsleitnants                    | Leitnants                         | Leitnants                                  | Без відповідника                           | Без відповідника                           | Без відповідника               | Без відповідника                                            | Без відповідника                                            | Без відповідника                                            |                  |                  |                  |                  |
| Литва (Ред.)                     | Без відповідника                                      | Без відповідника                                      | Без відповідника                 | Без відповідника                 | Без відповідника                                  | Без відповідника                                  |                                               |                                          |                                          |                                          |                               |                               |                                       |                         |                                           |                       |                       |                                  |                                   |                                            | Без відповідника                           | Без відповідника                           | Без відповідника               |                                                             |                                                             |                                                             |                  |                  |                  |                  |
| Литва (Ред.)                     | Без відповідника                                      | Без відповідника                                      | Без відповідника                 | Без відповідника                 | Без відповідника                                  | Без відповідника                                  | Generolas leitenantas                         | Generolas majoras                        | Brigados generolas                       | Brigados generolas                       | Pulkininkas                   | Pulkininkas                   | Pulkininkas leitenantas               | Majoras                 | Majoras                                   | Kapitonas             | Kapitonas             | Vyresnysis leitenantas           | Leitenantas                       | Leitenantas                                | Без відповідника                           | Без відповідника                           | Без відповідника               | Kariūnas                                                    | Kariūnas                                                    | Kariūnas                                                    |                  |                  |                  |                  |
| Люксембург (Ред.)                | Без відповідника                                      | Без відповідника                                      | Без відповідника                 | Без відповідника                 |                                                   |                                                   | Без відповідника                              | Без відповідника                         |                                          |                                          |                               |                               |                                       |                         |                                           |                       |                       |                                  |                                   |                                            |                                            |                                            |                                | Без відповідника                                            | Без відповідника                                            | Без відповідника                                            |                  |                  |                  |                  |
| Люксембург (Ред.)                | Без відповідника                                      | Без відповідника                                      | Без відповідника                 | Без відповідника                 | Général- Commandant en Chef                       | Général- Commandant en Chef                       | Без відповідника                              | Без відповідника                         | Général-Chef d'État-Major                | Général-Chef d'État-Major                | Colonel                       | Colonel                       | Lieutenant- Colonel                   | Major                   | Major                                     | Capitaine             | Capitaine             | Premier- Lieutenant              | Lieutenant                        | Lieutenant                                 | Aspirant- Officier                         | Aspirant- Officier                         | Aspirant- Officier             | Без відповідника                                            | Без відповідника                                            | Без відповідника                                            |                  |                  |                  |                  |
| Код НАТО                         | OF-10                                                 | OF-10                                                 | OF-10                            | OF-10                            | OF-9                                              | OF-9                                              | OF-8                                          | OF-7                                     | OF-6                                     | OF-6                                     | OF-5                          | OF-5                          | OF-4                                  | OF-3                    | OF-3                                      | OF-2                  | OF-2                  | OF-1                             | OF-1                              | OF-1                                       | OF(D)                                      | OF(D)                                      | OF(D)                          | Student Officer                                             | Student Officer                                             | Student Officer                                             |                  |                  |                  |                  |
| Монако (Ред.)                    | Без відповідника                                      | Без відповідника                                      | Без відповідника                 | Без відповідника                 | Без відповідника                                  | Без відповідника                                  | Без відповідника                              | Без відповідника                         | Без відповідника                         | Без відповідника                         |                               |                               |                                       |                         |                                           |                       |                       |                                  |                                   |                                            | Без відповідника                           | Без відповідника                           | Без відповідника               | Без відповідника                                            | Без відповідника                                            | Без відповідника                                            |                  |                  |                  |                  |
| Монако (Ред.)                    | Без відповідника                                      | Без відповідника                                      | Без відповідника                 | Без відповідника                 | Без відповідника                                  | Без відповідника                                  | Без відповідника                              | Без відповідника                         | Без відповідника                         | Без відповідника                         | Colonel                       | Colonel                       | Lieutenant Colonel                    | Commandant              | Commandant                                | Capitaine             | Capitaine             | Lieutenant                       | Sous Lieutenant                   | Sous Lieutenant                            | Без відповідника                           | Без відповідника                           | Без відповідника               | Без відповідника                                            | Без відповідника                                            | Без відповідника                                            |                  |                  |                  |                  |
| Нідерланди (Ред.)                | Без відповідника                                      | Без відповідника                                      | Без відповідника                 | Без відповідника                 |                                                   |                                                   |                                               |                                          |                                          |                                          |                               |                               |                                       |                         |                                           |                       |                       |                                  |                                   |                                            |                                            |                                            |                                | Без відповідника                                            | Без відповідника                                            | Без відповідника                                            |                  |                  |                  |                  |
| Нідерланди (Ред.)                | Без відповідника                                      | Без відповідника                                      | Без відповідника                 | Без відповідника                 | Generaal                                          | Generaal                                          | Luitenant- generaal                           | Generaal- majoor                         | Brigade- generaal                        | Brigade- generaal                        | Kolonel                       | Kolonel                       | Luitenant- kolonel                    | Majoor                  | Majoor                                    | Kapitein / Ritmeester | Kapitein / Ritmeester | 1e Luitenant                     | 2e Luitenant                      | 2e Luitenant                               | Vaandrig / Kornet                          | Vaandrig / Kornet                          | Vaandrig / Kornet              | Без відповідника                                            | Без відповідника                                            | Без відповідника                                            |                  |                  |                  |                  |
| Німеччина (Ред.)                 | Без відповідника                                      | Без відповідника                                      | Без відповідника                 | Без відповідника                 |                                                   |                                                   |                                               |                                          |                                          |                                          |                               |                               |                                       |                         |                                           |                       |                       |                                  |                                   |                                            |                                            |                                            |                                | Інше звання + тонкий срібний шнур відображає кар'єру кадета | Інше звання + тонкий срібний шнур відображає кар'єру кадета | Інше звання + тонкий срібний шнур відображає кар'єру кадета |                  |                  |                  |                  |
| Німеччина (Ред.)                 | Без відповідника                                      | Без відповідника                                      | Без відповідника                 | Без відповідника                 | General                                           | General                                           | Generalleutnant                               | Generalmajor                             | Brigadegeneral                           | Brigadegeneral                           | Oberst                        | Oberst                        | Oberstleutnant                        | Major                   | Major                                     | Stabshauptmann        | Hauptmann             | Oberleutnant                     | Leutnant                          | Leutnant                                   | Oberfähnrich                               | Fähnrich                                   | Fahnenjunker                   | Інше звання + тонкий срібний шнур відображає кар'єру кадета | Інше звання + тонкий срібний шнур відображає кар'єру кадета | Інше звання + тонкий срібний шнур відображає кар'єру кадета |                  |                  |                  |                  |
| Норвегія (Ред.)                  | Без відповідника                                      | Без відповідника                                      | Без відповідника                 | Без відповідника                 |                                                   |                                                   |                                               |                                          |                                          |                                          |                               |                               |                                       |                         |                                           |                       |                       |                                  |                                   |                                            | Без відповідника                           | Без відповідника                           | Без відповідника               | Без відповідника                                            | Без відповідника                                            | Без відповідника                                            |                  |                  |                  |                  |
| Норвегія (Ред.)                  | Без відповідника                                      | Без відповідника                                      | Без відповідника                 | Без відповідника                 | General                                           | General                                           | Generalløytnant                               | Generalmajor                             | Brigader                                 | Brigader                                 | Oberst                        | Oberst                        | Oberstløytnant                        | Major                   | Major                                     | Kaptein / Rittmester  | Kaptein / Rittmester  | Løytnant                         | Fenrik                            | Fenrik                                     | Без відповідника                           | Без відповідника                           | Без відповідника               | Без відповідника                                            | Без відповідника                                            | Без відповідника                                            |                  |                  |                  |                  |
| Польща (Ред.)                    |                                                       |                                                       |                                  |                                  |                                                   |                                                   |                                               |                                          |                                          |                                          |                               |                               |                                       |                         |                                           |                       |                       |                                  |                                   |                                            | Без відповідника                           | Без відповідника                           | Без відповідника               | Різні                                                       | Різні                                                       | Різні                                                       |                  |                  |                  |                  |
| Польща (Ред.)                    | Marszałek Polski1                                     | Marszałek Polski1                                     | Marszałek Polski1                | Marszałek Polski1                | Generał                                           | Generał                                           | Generał broni                                 | Generał dywizji                          | Generał brygady                          | Generał brygady                          | Pułkownik                     | Pułkownik                     | Podpułkownik                          | Major                   | Major                                     | Kapitan               | Kapitan               | Porucznik                        | Podporucznik                      | Podporucznik                               | Без відповідника                           | Без відповідника                           | Без відповідника               | Podchorąży                                                  | Podchorąży                                                  | Podchorąży                                                  |                  |                  |                  |                  |
| Код НАТО                         | OF-10                                                 | OF-10                                                 | OF-10                            | OF-10                            | OF-9                                              | OF-9                                              | OF-8                                          | OF-7                                     | OF-6                                     | OF-6                                     | OF-5                          | OF-5                          | OF-4                                  | OF-3                    | OF-3                                      | OF-2                  | OF-2                  | OF-1                             | OF-1                              | OF-1                                       | OF(D)                                      | OF(D)                                      | OF(D)                          | Student Officer                                             | Student Officer                                             | Student Officer                                             |                  |                  |                  |                  |
| Португалія (Ред.)                |                                                       |                                                       |                                  |                                  |                                                   |                                                   |                                               |                                          |                                          |                                          |                               |                               |                                       |                         |                                           |                       |                       |                                  |                                   |                                            |                                            |                                            |                                | Різні                                                       | Різні                                                       | Різні                                                       |                  |                  |                  |                  |
| Португалія (Ред.)                | Marechal1                                             | Marechal1                                             | Marechal1                        | Marechal1                        | General                                           | General                                           | Tenente- general                              | Major- general                           | Brigadeiro- general                      | Brigadeiro- general                      | Coronel                       | Coronel                       | Tenente- coronel                      | Major                   | Major                                     | Capitão               | Capitão               | Tenente                          | Alferes                           | Alferes                                    | Aspirante-a- Oficial                       | Aspirante-a- Oficial                       | Aspirante-a- Oficial           | Cadete- Aluno                                               | Cadete- Aluno                                               | Cadete- Aluno                                               |                  |                  |                  |                  |
| Росія (Ред.)                     |                                                       |                                                       |                                  |                                  |                                                   |                                                   |                                               |                                          | Без відповідника                         | Без відповідника                         |                               |                               |                                       |                         |                                           |                       |                       |                                  |                                   |                                            | Без відповідника                           | Без відповідника                           | Без відповідника               | en: Request for creation and upload of a picture!           | en: Request for creation and upload of a picture!           | en: Request for creation and upload of a picture!           |                  |                  |                  |                  |
| Росія (Ред.)                     | Маршал Росийской ФедерацииМаршал Російської Федерації | Маршал Росийской ФедерацииМаршал Російської Федерації | Генарал армииГенерал армії       | Генарал армииГенерал армії       | Генерал-полковник                                 | Генерал-полковник                                 | Генерал-лейтенант                             | Генерал-майор                            | Без відповідника                         | Без відповідника                         | Полковник                     | Полковник                     | ПодполковникПідполковник              | Майор                   | Майор                                     | КапитанКапітан        | КапитанКапітан        | Старший лейтенант                | Лейтенант                         | Младший лейтенантМолодший лейтенант        | Без відповідника                           | Без відповідника                           | Без відповідника               | Курсант                                                     | Курсант                                                     | Курсант                                                     |                  |                  |                  |                  |
| Румунія (Ред.)                   |                                                       |                                                       |                                  |                                  |                                                   |                                                   |                                               |                                          |                                          |                                          |                               |                               |                                       |                         |                                           |                       |                       |                                  |                                   |                                            | Без відповідника                           | Без відповідника                           | Без відповідника               | Без відповідника                                            | Без відповідника                                            | Без відповідника                                            |                  |                  |                  |                  |
| Румунія (Ред.)                   | Mareșal1                                              | Mareșal1                                              | Mareșal1                         | Mareșal1                         | General                                           | General                                           | General- locotenent                           | General- maior                           | General de brigadă                       | General de brigadă                       | Colonel                       | Colonel                       | Locotenent- colonel                   | Maior                   | Maior                                     | Căpitan               | Căpitan               | Locotenent                       | Sublocotenent                     | Sublocotenent                              | Без відповідника                           | Без відповідника                           | Без відповідника               | Без відповідника                                            | Без відповідника                                            | Без відповідника                                            |                  |                  |                  |                  |
| Словаччина (Ред.)                | Без відповідника                                      | Без відповідника                                      | Без відповідника                 | Без відповідника                 |                                                   |                                                   |                                               |                                          |                                          |                                          |                               |                               |                                       |                         |                                           |                       |                       |                                  |                                   |                                            | Без відповідника                           | Без відповідника                           | Без відповідника               | Без відповідника                                            | Без відповідника                                            | Без відповідника                                            |                  |                  |                  |                  |
| Словаччина (Ред.)                | Без відповідника                                      | Без відповідника                                      | Без відповідника                 | Без відповідника                 | Generál                                           | Generál                                           | Generálporučík                                | Generálmajor                             | Brigádny Generál                         | Brigádny Generál                         | Plukovník                     | Plukovník                     | Podplukovník                          | Major                   | Major                                     | Kapitán               | Kapitán               | Nadporučík                       | Poručík                           | Poručík                                    | Без відповідника                           | Без відповідника                           | Без відповідника               | Без відповідника                                            | Без відповідника                                            | Без відповідника                                            |                  |                  |                  |                  |
| Словенія (Ред.)                  | Без відповідника                                      | Без відповідника                                      | Без відповідника                 | Без відповідника                 |                                                   |                                                   |                                               |                                          |                                          |                                          |                               |                               |                                       |                         |                                           |                       |                       |                                  |                                   |                                            | Без відповідника                           | Без відповідника                           | Без відповідника               | Без відповідника                                            | Без відповідника                                            | Без відповідника                                            |                  |                  |                  |                  |
| Словенія (Ред.)                  | Без відповідника                                      | Без відповідника                                      | Без відповідника                 | Без відповідника                 | General                                           | General                                           | Generalpodpolkovnik                           | Generalmajor                             | Brigadir                                 | Brigadir                                 | Polkovnik                     | Polkovnik                     | Podpolkovnik                          | Major                   | Major                                     | Stotnik               | Stotnik               | Nadporočnik                      | Poročnik                          | Poročnik                                   | Без відповідника                           | Без відповідника                           | Без відповідника               | Без відповідника                                            | Без відповідника                                            | Без відповідника                                            |                  |                  |                  |                  |
| Код НАТО                         | OF-10                                                 | OF-10                                                 | OF-10                            | OF-10                            | OF-9                                              | OF-9                                              | OF-8                                          | OF-7                                     | OF-6                                     | OF-6                                     | OF-5                          | OF-5                          | OF-4                                  | OF-3                    | OF-3                                      | OF-2                  | OF-2                  | OF-1                             | OF-1                              | OF-1                                       | OF(D)                                      | OF(D)                                      | OF(D)                          | Student Officer                                             | Student Officer                                             | Student Officer                                             |                  |                  |                  |                  |
| Угорщина (Ред.)                  | Без відповідника                                      | Без відповідника                                      | Без відповідника                 | Без відповідника                 |                                                   |                                                   |                                               |                                          |                                          |                                          |                               |                               |                                       |                         |                                           |                       |                       |                                  |                                   |                                            | Без відповідника                           | Без відповідника                           | Без відповідника               |                                                             |                                                             |                                                             |                  |                  |                  |                  |
| Угорщина (Ред.)                  | Без відповідника                                      | Без відповідника                                      | Без відповідника                 | Без відповідника                 | Vezérezredes                                      | Vezérezredes                                      | Altábornagy                                   | Vezérőrnagy                              | Dandártábornok                           | Dandártábornok                           | Ezredes                       | Ezredes                       | Alezredes                             | Őrnagy                  | Őrnagy                                    | Százados              | Százados              | Főhadnagy                        | Hadnagy                           | Hadnagy                                    | Без відповідника                           | Без відповідника                           | Без відповідника               | Honvédtisztjelölt                                           | Honvédtisztjelölt                                           | Honvédtisztjelölt                                           |                  |                  |                  |                  |
| Україна · (Ред.)                 |                                                       |                                                       |                                  |                                  |                                                   |                                                   |                                               |                                          | Без відповідника                         | Без відповідника                         |                               |                               |                                       |                         |                                           |                       |                       |                                  |                                   |                                            | Без відповідника                           | Без відповідника                           | Без відповідника               | en: Request for creation and upload of a picture!           | en: Request for creation and upload of a picture!           | en: Request for creation and upload of a picture!           |                  |                  |                  |                  |
| Україна · (Ред.)                 | Генерал армії України                                 | Генерал армії України                                 | Генерал армії України            | Генерал армії України            | Генерал- полковник                                | Генерал- полковник                                | Генерал- лейтенант                            | Генерал- майор                           | Без відповідника                         | Без відповідника                         | Полковник                     | Полковник                     | Підполковник                          | Майор                   | Майор                                     | Капітан               | Капітан               | Старший лейтенант                | Лейтенант                         | Молодший лейтенант                         | Без відповідника                           | Без відповідника                           | Без відповідника               | Курсант                                                     | Курсант                                                     | Курсант                                                     |                  |                  |                  |                  |
| Фінляндія (Ред.)                 | Без відповідника                                      | Без відповідника                                      | Без відповідника                 | Без відповідника                 |                                                   |                                                   |                                               |                                          |                                          |                                          |                               |                               |                                       |                         |                                           |                       |                       |                                  |                                   |                                            |                                            |                                            |                                |                                                             |                                                             |                                                             |                  |                  |                  |                  |
| Фінляндія (Ред.)                 | Без відповідника                                      | Без відповідника                                      | Без відповідника                 | Без відповідника                 | KenraaliGeneral                                   | KenraaliGeneral                                   | KenraaliluutnanttiGenerallöjtnant             | KenraalimajuriGeneralmajor               | PrikaatikenraaliBrigadgeneral            | PrikaatikenraaliBrigadgeneral            | EverstiÖverste                | EverstiÖverste                | EverstiluutnanttiÖverstelöjtnant      | MajuriMajor             | MajuriMajor                               | KapteeniKapten        | KapteeniKapten        | YliluutnanttiPremiärlöjtnant     | LuutnanttiLöjtnant                | VänrikkiFänrik                             | UpseerikokelasOfficersaspirant             | UpseerikokelasOfficersaspirant             | UpseerikokelasOfficersaspirant | UpseerioppilasOfficerselev                                  | UpseerioppilasOfficerselev                                  | UpseerioppilasOfficerselev                                  |                  |                  |                  |                  |
| Франція (Ред.)                   |                                                       |                                                       |                                  |                                  |                                                   |                                                   |                                               |                                          |                                          |                                          |                               |                               |                                       |                         |                                           |                       |                       |                                  |                                   |                                            |                                            |                                            |                                |                                                             |                                                             |                                                             |                  |                  |                  |                  |
| Maréchal de France1              | Maréchal de France1                                   | Maréchal de France1                                   | Maréchal de France1              | Général d´armée                  | Général d´armée                                   | Général de corps d'armée                          | Général de division                           | Général de brigade                       | Général de brigade                       | Colonel                                  | Colonel                       | Lieutenant- Colonel           | Commandant                            | Commandant              | Capitaine                                 | Capitaine             | Lieutenant            | Sous- Lieutenant                 | Sous- Lieutenant                  | Aspirant                                   | Aspirant                                   | Aspirant                                   | Élève- officier                | Élève- officier                                             | Élève- officier                                             |                                                             |                  |                  |                  |                  |
| Хорватія (Ред.)                  |                                                       |                                                       |                                  |                                  |                                                   |                                                   |                                               |                                          |                                          |                                          |                               |                               |                                       |                         |                                           |                       |                       |                                  |                                   |                                            | Без відповідника                           | Без відповідника                           | Без відповідника               | Без відповідника                                            | Без відповідника                                            | Без відповідника                                            |                  |                  |                  |                  |
| Хорватія (Ред.)                  | Stožerni general                                      | Stožerni general                                      | Stožerni general                 | Stožerni general                 | General zbora                                     | General zbora                                     | General pukovnik                              | General bojnik                           | Brigadni general                         | Brigadni general                         | Brigadir                      | Brigadir                      | Pukovnik                              | Bojnik                  | Bojnik                                    | Satnik                | Satnik                | Natporučnik                      | Poručnik                          | Poručnik                                   | Без відповідника                           | Без відповідника                           | Без відповідника               | Без відповідника                                            | Без відповідника                                            | Без відповідника                                            |                  |                  |                  |                  |
| Код НАТО                         | OF-10                                                 | OF-10                                                 | OF-10                            | OF-10                            | OF-9                                              | OF-9                                              | OF-8                                          | OF-7                                     | OF-6                                     | OF-6                                     | OF-5                          | OF-5                          | OF-4                                  | OF-3                    | OF-3                                      | OF-2                  | OF-2                  | OF-1                             | OF-1                              | OF-1                                       | OF(D)                                      | OF(D)                                      | OF(D)                          | Student Officer                                             | Student Officer                                             | Student Officer                                             |                  |                  |                  |                  |
| Чехія (Ред.)                     | Без відповідника                                      | Без відповідника                                      | Без відповідника                 | Без відповідника                 |                                                   |                                                   |                                               |                                          |                                          |                                          |                               |                               |                                       |                         |                                           |                       |                       |                                  |                                   |                                            | Без відповідника                           | Без відповідника                           | Без відповідника               | Без відповідника                                            | Без відповідника                                            | Без відповідника                                            |                  |                  |                  |                  |
| Чехія (Ред.)                     | Без відповідника                                      | Без відповідника                                      | Без відповідника                 | Без відповідника                 | Armádní generál                                   | Armádní generál                                   | Generálporučík                                | Generálmajor                             | Brigádní generál                         | Brigádní generál                         | Plukovník                     | Plukovník                     | Podplukovník                          | Major                   | Major                                     | Kapitán               | Kapitán               | Nadporučík                       | Poručík                           | Poručík                                    | Без відповідника                           | Без відповідника                           | Без відповідника               | Без відповідника                                            | Без відповідника                                            | Без відповідника                                            |                  |                  |                  |                  |
| Швейцарія (Ред.)                 | Без відповідника                                      | Без відповідника                                      | Без відповідника                 | Без відповідника                 |                                                   |                                                   |                                               |                                          |                                          |                                          |                               |                               |                                       |                         |                                           |                       |                       |                                  |                                   |                                            | Без відповідника                           | Без відповідника                           | Без відповідника               | Без відповідника                                            | Без відповідника                                            | Без відповідника                                            |                  |                  |                  |                  |
| Швейцарія (Ред.)                 | Без відповідника                                      | Без відповідника                                      | Без відповідника                 | Без відповідника                 | General général                                   | General général                                   | Korpskommandant commandant de corps           | Divisionär divisionnaire                 | Brigadier brigadier                      | Brigadier brigadier                      | Oberst colonel                | Oberst colonel                | Oberstleutnant lieutenant- colonel    | Major major             | Major major                               | Hauptmann capitaine   | Hauptmann capitaine   | Oberleutnant premier- lieutenant | Leutnant lieutenant               | Leutnant lieutenant                        | Без відповідника                           | Без відповідника                           | Без відповідника               | Без відповідника                                            | Без відповідника                                            | Без відповідника                                            |                  |                  |                  |                  |
| Швеція (Ред.)                    | Без відповідника                                      | Без відповідника                                      | Без відповідника                 | Без відповідника                 |                                                   |                                                   |                                               |                                          |                                          |                                          |                               |                               |                                       |                         |                                           |                       |                       |                                  |                                   |                                            | Н/д                                        | Н/д                                        | Н/д                            |                                                             |                                                             |                                                             |                  |                  |                  |                  |
| Швеція (Ред.)                    | Без відповідника                                      | Без відповідника                                      | Без відповідника                 | Без відповідника                 | General                                           | General                                           | Generallöjtnant                               | Generalmajor                             | Brigadgeneral                            | Brigadgeneral                            | Överste                       | Överste                       | Överstelöjtnant                       | Major                   | Major                                     | Kapten                | Kapten                | Löjtnant                         | Fänrik                            | Fänrik                                     | Н/д                                        | Н/д                                        | Н/д                            | Kadett                                                      | Kadett                                                      | Kadett                                                      |                  |                  |                  |                  |
| Код НАТО                         | OF-10                                                 | OF-10                                                 | OF-10                            | OF-10                            | OF-9                                              | OF-9                                              | OF-8                                          | OF-7                                     | OF-6                                     | OF-6                                     | OF-5                          | OF-5                          | OF-4                                  | OF-3                    | OF-3                                      | OF-2                  | OF-2                  | OF-1                             | OF-1                              | OF-1                                       | OF(D)                                      | OF(D)                                      | OF(D)                          | Student Officer                                             | Student Officer                                             | Student Officer                                             |                  |                  |                  |                  |

Зауваження:
NATO STANAG 2116 позначає Officer Designates (тут позначено, як OF(D)) у деяких країн поряд із рангами OF-1.